# Yūji Senuma
Yūji Senuma (jap. 瀬沼 優司, Senuma Yūji; * 1. September 1990 in Sagamihara, Präfektur Kanagawa) ist ein japanischer Fußballspieler.

## Karriere
Yūji Senuma erlernte das Fußballspielen in der Schulmannschaft der Toko Gakuen High School sowie in der Universitätsmannschaft der Universität Tsukuba. Von August 2012 bis Januar 2013 wurde er von der Universität Tsukuba an den Erstligisten Shimizu S-Pulse ausgeliehen. Nach Ende der Ausleihe wurde er Anfang 2013 von Shimizu fest verpflichtet. Von Anfang 2014 bis August 2014 wurde er an den Zweitligisten Tochigi SC nach Utsunomiya ausgeliehen. Hier bestritt er 25 Spiele in der zweiten Liga, der J2 League. Die Saison 2015 und 2016 wurde er an den ebenfalls in der zweiten Liga spielenden Ehime FC ausgeliehen. Für den Klub aus Matsuyama absolvierte er 82 Zweitligaspiele und schoss dabei 16 Tore. Direkt im Anschluss spielte er die Saison 2017 beim Zweitligaklub Montedio Yamagata. Nach Ende der Ausleihe wurde er 2018 von Yamagata fest verpflichtet. Mitte 2018 verließ er den Verein und schloss sich dem Ligakonkurrenten Yokohama FC aus Yokohama an. 2019 feierte er mit dem Verein die Vizemeisterschaft der zweiten Liga und stieg in die erste Liga auf. Nach insgesamt 46 Spielen für Yokohama wechselte er Anfang 2021 zum Zweitligisten Zweigen Kanazawa nach Kanazawa. Nach einer Saison und 33 Zweitligaspielen für Zweigen unterschrieb er im Januar 2022 einen Vertrag bei seinem ehemaligen Verein Tochigi SC.

## Erfolge
Yokohama FC
- Japanischer Zweitligavizemeister: 2019  ▲